# Găujani (okręg Vâlcea)
Găujani – wieś w Rumunii, w okręgu Vâlcea, w gminie Boișoara. W 2011 roku liczyła 400 mieszkańców.